# Pleurothallis tenera
Pleurothallis tenera là một loài thực vật có hoa trong họ Lan. Loài này được (Barb.Rodr.) Cogn. miêu tả khoa học đầu tiên năm 1896.

## Hình ảnh

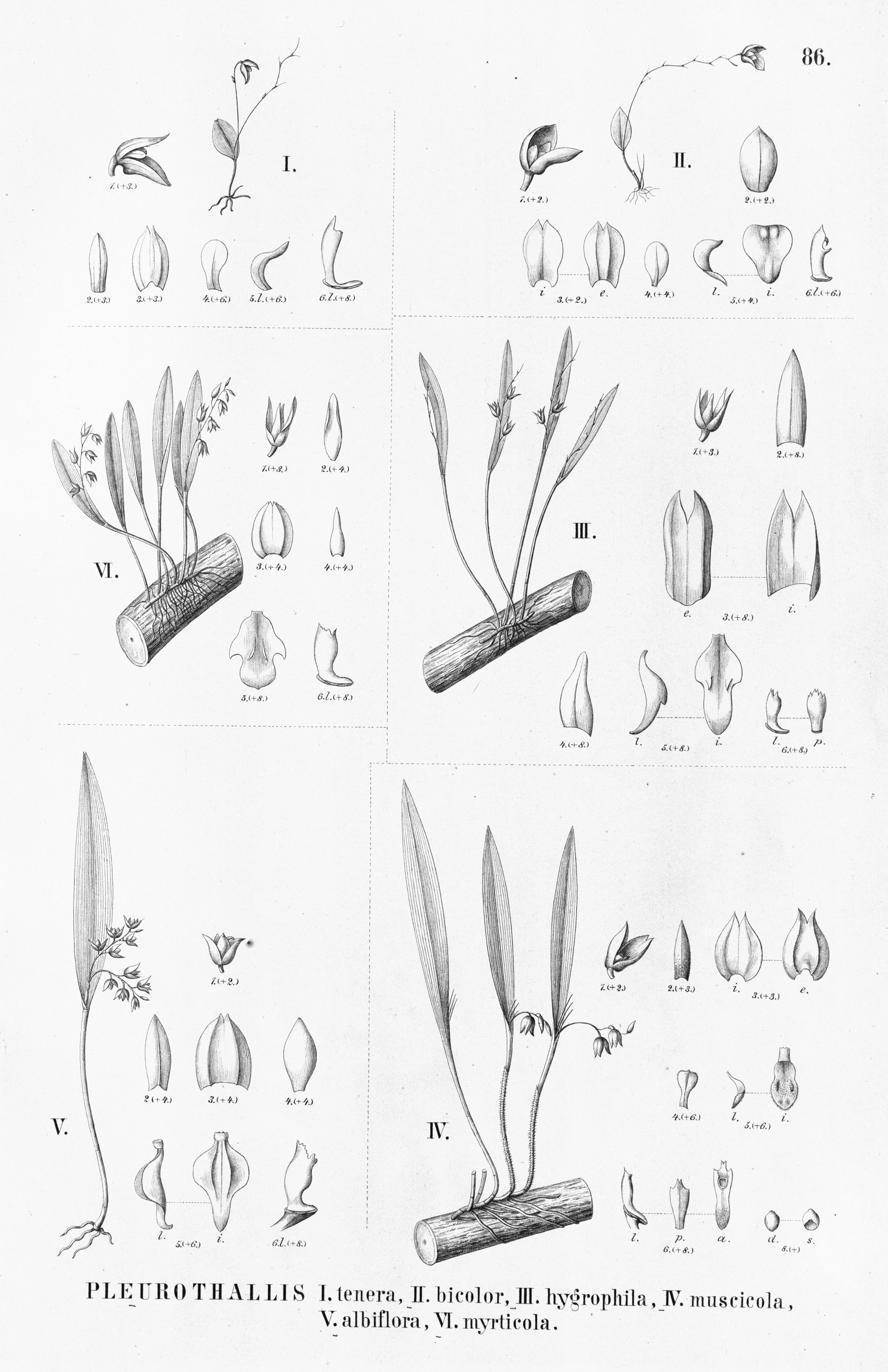